# Gudrun Peters
Gudrun Peters (* 28. Februar 1951 in Dingolfing) ist eine deutsche Politikerin (SPD). Sie gehörte von 2008 bis 2013  dem Bezirkstag von Niederbayern an. Zuvor war sie seit 1994 Abgeordnete im Bayerischen Landtag.

## Leben
Gudrun Peters machte ihre Hochschulreife über den 2. Bildungsweg. Sie ist gelernte Großhandelskauffrau und absolvierte ein Studium an den Universitäten München und Regensburg. Von 1975 an arbeitete sie bis zu ihrem Einzug ins Bayerische Parlament als Lehrerin an der Hauptschule Fürstenzell und an der Grundschule Aldersbach. 
Seit 2000 ist Peters als Rundfunkrätin tätig. Sie hat zwei Kinder und ist römisch-katholisch.

## Politik
Gudrun Peters trat im Jahr 1978 in die SPD ein und ist Vorsitzende der Arbeitsgemeinschaft sozialdemokratischer Frauen (AsF) Niederbayern. Von 1994 bis 2008 war sie Abgeordnete des Landtages in Bayern. Sie war Mitglied im Ausschuss für Wirtschaft, Infrastruktur, Verkehr und Technologie sowie im Ausschuss für Landwirtschaft und Forsten. Zur Landtagswahl in Bayern 2008 stand sie nicht mehr zur Wahl.

## Weiteres Engagement
Neben ihrer politischen und beruflichen Tätigkeit ist sie gesellschaftlich engagiert in der Gewerkschaft Erziehung und Wissenschaft (GEW), Arbeiterwohlfahrt (AWO), VdK sowie im Bund Naturschutz (BN). Weitere Mitgliedschaften umfassen nach eigenen Angaben Heimat- und Trachtenverein, Naturfreunde, Fördervereine, Fachhochschule Deggendorf, Berufsschule Vilshofen, Granitzentrum. 